# Sojuz T-4
Sojuz T-4 (ryska: Союз Т-4) var en flygning i det sovjetiska rymdprogrammet. Farkosten sköts upp med en Sojuz-U-raket från Kosmodromen i Bajkonur den 12 mars 1981. Dockningen med rymdstationen Saljut 6 försenades då datorn ombord räknat ut att radiolänken till markkontrollen skulle vara bruten under dockningen. Den dockade med rymdstationen den 13 mars 1981. Farkosten lämnade rymdstationen den 26 maj 1981. Några timmar senare återinträdde den i jordens atmosfär och landade i Sovjetunionen.